# Bahnhof Neustadt (Dosse)
Der Bahnhof Neustadt (Dosse) ist ein Durchgangsbahnhof in der Stadt Neustadt (Dosse) im Landkreis Ostprignitz-Ruppin an der Berlin-Hamburger Bahn. Er wurde 1846 eröffnet. Im Laufe der Zeit entwickelte sich der Bahnhof zu einem Knotenpunkt, da er Ausgangs- bzw. Zielpunkt dreier weiterer Strecken war. Von denen ist heute die Bahn über Pritzwalk nach Meyenburg für den Personenverkehr in Betrieb, die Strecke nach Neuruppin wird für den Güterverkehr vorgehalten, die Strecke nach Rathenow ist stillgelegt. „Bahnhofsgebäude“, „Kesselfüllwasserturm“ (am ehemaligen Güterbahnhof), und „Lokschuppen mit Drehgestell“ (Drehscheibe) stehen unter Denkmalschutz.

## Lage
Der Bahnhof befindet sich am Streckenkilometer 75,4 der Berlin-Hamburger Bahn, die im Bereich Neustadt etwa von Südosten nach Nordwesten verläuft. Richtung Norden zweigt die Bahnstrecke in Richtung Meyenburg ab. Im separaten Städtebahnhofsteil begannen die bis 1945 privaten Strecken in Richtung Osten nach Neuruppin von der Ruppiner Kreisbahn erbaut und Richtung Süden nach Rathenow, von der Brandenburgischen Städtebahn erbaut. Der Bahnhof liegt knapp zwei Kilometer südöstlich der Innenstadt von Neustadt (Dosse). Die angrenzenden Straßen sind die Bahnhofstraße und die Kampehler Straße. Nächster Bahnhof in Richtung Westen an der Berlin-Hamburger Bahn ist seit der Schließung des acht Kilometer entfernten Bahnhofs Zernitz der 16 Kilometer von Neustadt entfernte Bahnhof Breddin. In Richtung Südosten ist es der Bahnhof Friesack (Mark), der etwa 14 km entfernt ist. Der Bahnhof Neustadt (Dosse) liegt im Bereich des Verkehrsverbundes Berlin-Brandenburg.

## Geschichte

### Allgemein
Am 15. Oktober 1846 wurde der Bahnhof an der Strecke von Berlin nach Hamburg in Betrieb genommen. 1887 folgte die Strecke über Kyritz und Pritzwalk nach Meyenburg. Mit der Eröffnung der Strecke der Ruppiner Kreisbahn nach Neuruppin im Jahr 1902 und der Brandenburgischen Städtebahn nach Rathenow 1904 wurde Neustadt endgültig zu einem wichtigen Eisenbahnknotenpunkt. Die Anlagen des Bahnhofs wurden erweitert, für die Strecke nach Rathenow und Neuruppin wurde ein eigener Bahnhof, der Städtebahnhof gebaut.
Neustadt war Umsteigepunkt zwischen den Bahnstrecken und bis in die 1990er Jahre Fernverkehrshalt. Danach entfielen die Schnellzughalte im Bahnhof, jedoch wurde Neustadt Halt von vertakteten Regionalexpresszügen nach Berlin. 2001 wurde der Personenverkehr in Richtung Rathenow eingestellt, und die Strecke in den folgenden Jahren stillgelegt und abgebaut. Im Jahr 2006 endete auch der Personenverkehr nach Neuruppin.
Der Güterverkehr in Neustadt nahm seit den 1990er Jahren stark ab. Seit 1997 wird versucht, ein Logistiknetz in der Prignitz aufzubauen. Im Projekt HUB 3/12 nimmt der Bahnhof eine wichtige Stellung ein.
Etwa zu Beginn des 21. Jahrhunderts wurde der Bahnhof umfangreich saniert. Ein neuer Fußgängertunnel mit Aufzugsanlagen ist entstanden, der einen barrierefreien Zugang ermöglicht.

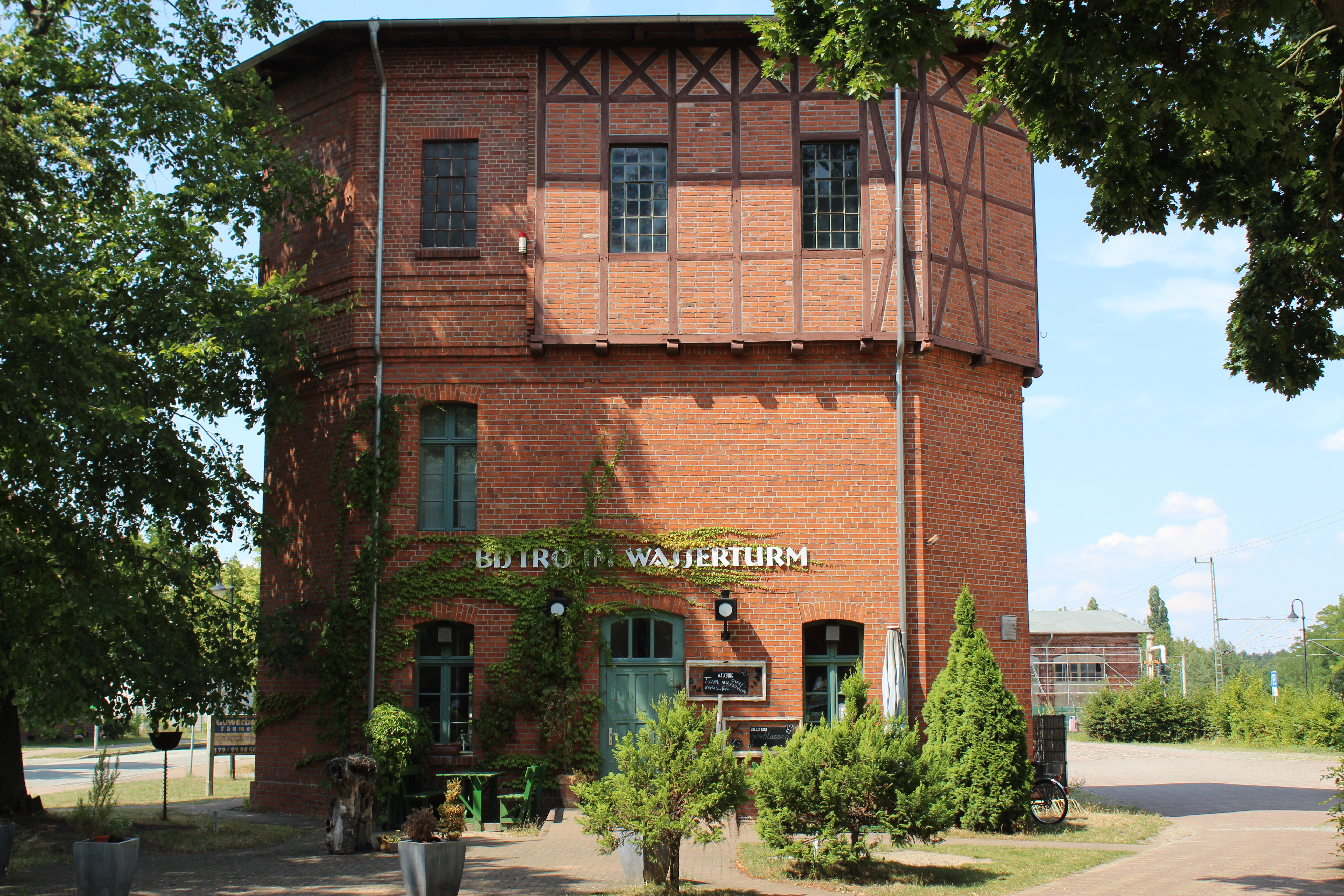
Denkmalgeschützter Wasserturm

### Zugehörigkeit

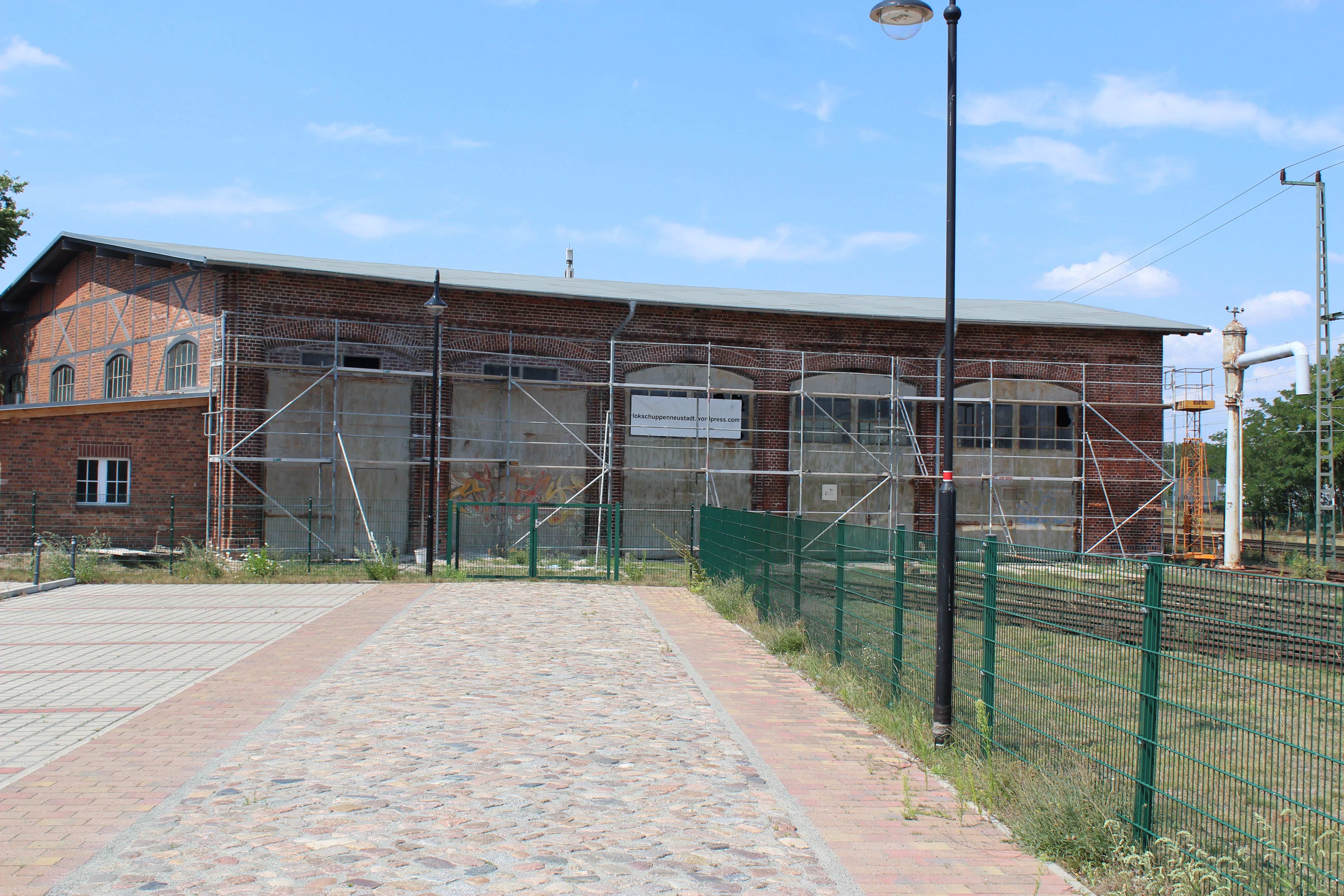
Denkmalgeschützter Lokschuppen

Der Bahnhof Neustadt (Dosse) gehörte der Reichsbahndirektion Schwerin an. Das zugehörige Reichsbahnamt befand sich in Wittenberge, aber Bahn- und Streckenmeisterei waren vor Ort. Signal- und Fernmeldeamt, Hochbaumeisterei, Bahnbetriebswerk, Bahnbetriebswagenwerk, Starkstromunterhaltungsstelle und Wegemeisterei waren ebenso in Wittenberge beherbergt. Von jenen Einrichtungen befanden sich in Neustadt Außenstellen. Er wurde als Bahnhof der Rangklasse II. eingestuft.
Gleichzeitig unterstanden dem Bahnhof Neustadt der Bahnhof Barsikow an der Strecke nach Neuruppin, die Abzweigstelle Köritz, die Schrankenposten in Schäferberg und der Haltepunkt Hohenofen an der Strecke nach Rathenow.
Neustadt diente auch als Zugbildungsbahnhof für Güterzüge, die nach Nauen, Wittenberge, Pritzwalk, Neuruppin und Rathenow fahren.

## Anlagen

### Aufbau

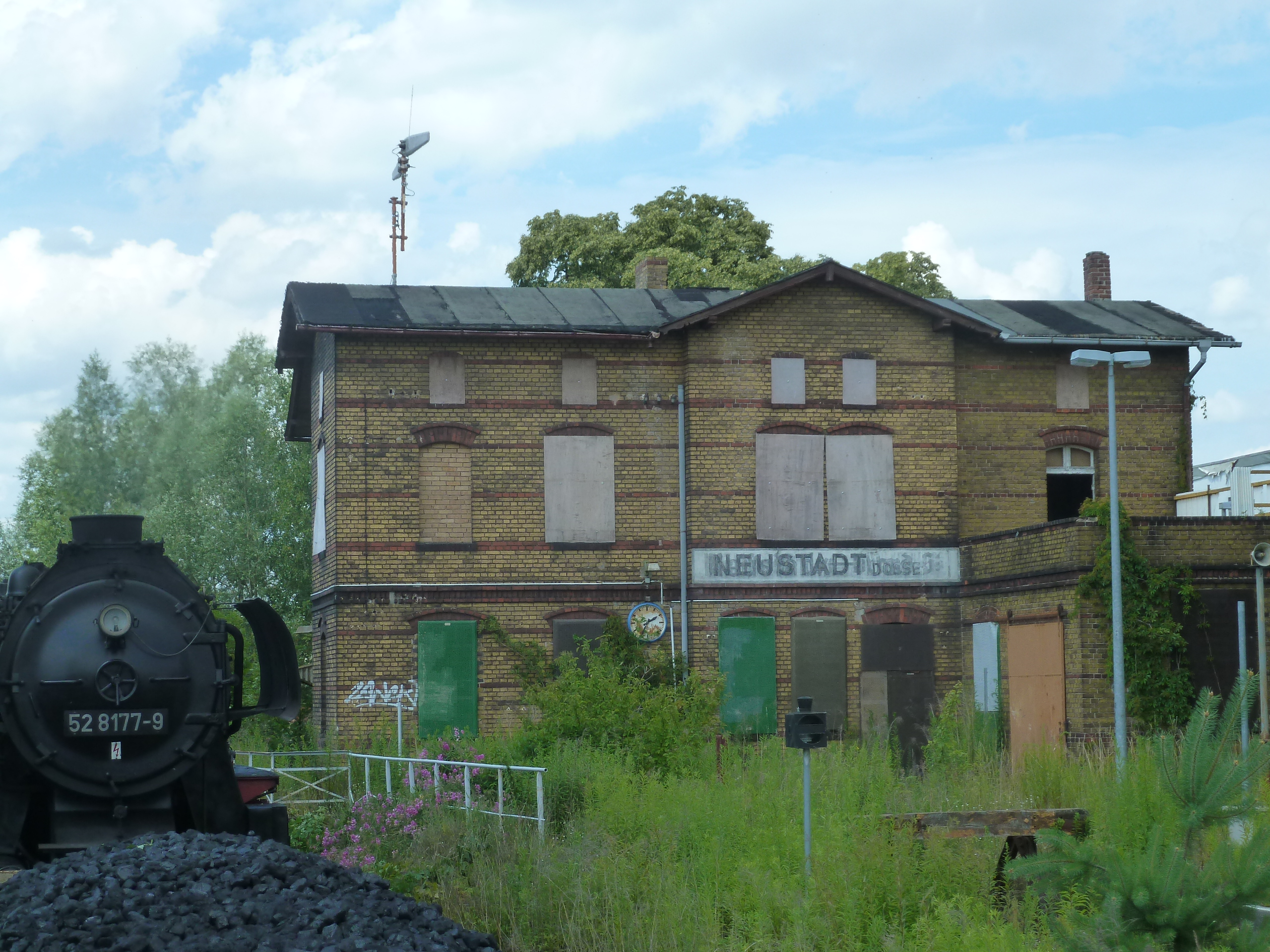
Städtebahnhof (2014), 2021 abgerissen

Die Betriebsstelle besteht aus drei Bahnhofsteilen:
- nordwestlicher Teil: Personenbahnhof
- südöstlicher Teil: Güterbahnhof
- nordöstlicher Teil: Städtebahnhof

Der Personenbahnhof liegt nordwestlich des ehemaligen Bahnüberganges Kampehler Straße, über die früher die Bundesstraße 102 verlief, Güter- und Städtebahnhof südöstlich. Ein Graben am ehemaligen Gleis 7 trennt beide Teile. Im Personenbahnhof halten die Züge auf der Berlin-Hamburger Bahn und es starten bzw. enden dort die Züge nach Meyenburg über Pritzwalk. Der Ausgangspunkt der Strecken nach Herzberg (Mark) und Treuenbrietzen war im Städtebahnhof.
Güter- und Städtebahnhof sind über ein Verbindungsgleis miteinander verbunden. Seit Ende der 1990er Jahre gibt es auch ein Verbindungsgleis vom Städtebahnhof direkt in den Personenbahnhof.

### Empfangsgebäude
Das Empfangsgebäude ist im klassizistischen Stil erbaut. Auf der Straßenseite befinden sich zwei Eingänge, die über kleine Treppen erreichbar sind. Diese führten in die Eingangshalle, in der auch Schalter und Warteräume untergebracht waren. An der seitlichen Tür befand sich der Aufgang ins Obergeschoss zu den Wohnungen. Vermutlich um 1874 wurde das gesamte Bahnhofsgebäude wegen mangelnden Platzes erweitert. Zwei Achsen wurde beidseitig angefügt, wodurch die symmetrischen Strukturen erhalten blieben. Als 1999 die Strecke zunächst auf 160 km/h ausgebaut wurde, folgte auch eine Instandsetzung des Gebäudes.
Heute steht das Gebäude mit etwa 1000 m² Nettogeschossfläche leer. Es befindet sich in einem baulich sehr schlechten Zustand.

### Bahnsteige und Gleise
Heute verfügt der Bahnhof über insgesamt drei Bahnsteiggleise, davon einen Mittelbahnsteig und einen Seitenbahnsteig. Der Städtebahnhofsteil ist in Kopfform angelegt, seine zwei Bahnsteiggleise sind derzeit ungenutzt.
Die folgenden Tabellen stellen das Gleisnetz aus dem Jahr 1972 dar. Die Hauptgleise sind hier blau, die Nebengleise orange unterlegt. Die Längen sind in Metern abgegeben.
| Nummer   | Länge | Zweckbestimmung                                                              |
| -------- | ----- | ---------------------------------------------------------------------------- |
| 16       | 800   | Einfahrgleis aus Richtung Personenbahnhof und Ausfahrgleis in Richtung Nauen |
| 1        | 800   | Einfahrgleis aus Richtung Personenbahnhof und Ausfahrgleis in Richtung Nauen |
| 2        | 825   | Durchgehendes Hauptgleis                                                     |
| 5        | 870   | Durchgehendes Hauptgleis                                                     |
| 6        | 820   | Ein- und Ausfahrgleis in Richtung Nauen und Personenbahnhof                  |
| 7        | 750   | Ein- und Ausfahrgleis in Richtung Nauen und Personenbahnhof                  |
| 8        | 740   | Ausfahrgleis in Richtung Personenbahnhof                                     |
| 9        | 740   | Richtungsgleis                                                               |
| 10       | 676   | Richtungsgleis                                                               |
| 11       | 637   | Richtungsgleis                                                               |
| 12       | 635   | Richtungsgleis                                                               |
| 13       | 510   | Richtungsgleis                                                               |
| 14       | 440   | Richtungsgleis                                                               |
| 15       | 440   | Übergabegleis I. und II. Lok                                                 |
| 20       | 590   | Richtungsgleis                                                               |
| 21       | 245   | Sammelgleis                                                                  |
| 22       | 150   | Sammelgleis                                                                  |
| 31       | 210   | Sammelgleis                                                                  |
| 32       | 440   | Sammelgleis                                                                  |
| 33       | 220   | Zufahrt zum Schuppen                                                         |
| 24       | 480   | Sammelgleis                                                                  |
| 25       |       | Gleise der Waschanlage                                                       |
| 26       |       |                                                                              |
| 26 a     |       |                                                                              |
| 27       | 60    | Gleisverbindung                                                              |
| 28       | 225   | Sammelgleis                                                                  |
| 29       | 220   | Verbindungsgleis zum Ablaufberg                                              |
| 30       | 178   | Einfahrgleis zum Ablaufberg                                                  |
| ohne Nr. | 600   | Ausziehgleis am Ablaufberg                                                   |

| Nummer   | Länge | Zweckbestimmung                                                                                             |
| -------- | ----- | --- |
| 1        | 450   | Einfahrgleis aus Richtung Nauen, Zernitz und Wusterhausen sowie Ausfahrgleis aus Richtung Nauen und Zernitz |
| 2        | 435   | durchgehendes Hauptgleis                                                                                    |
| 3        | 360   | Ein- und Ausfahrgleis aus Richtung Nauen, Wusterhausen und Zernitz                                          |
| 4        | 350   | Durchfahrtsgleis aus Richtung Güter- und Städtebahnhof                                                      |
| 81       | 180   | Abstellgleis für Lok                                                                                        |
| 82       | 275   | Rangiergleis für II. Ranglok bei Bedienen der Zusatzanlagen des Personenbahnhofs                            |
| 83       | 130   | Rangiergleis für II. Ranglok bei Bedienen der Zusatzanlagen des Personenbahnhofs                            |
| 84       | 130   | Güterschuppengleis                                                                                          |
| 85       | 112   | Feuerrampe                                                                                                  |
| 86       | 112   | Ladestraße                                                                                                  |
| 87       | 65    | Kopframpe                                                                                                   |
| 88       | 132   | Ladestraße                                                                                                  |
| 89       | 138   | Anschlussgleis DSG und VEAB                                                                                 |
| ohne Nr. | 78    | Anschlussgleis Molkerei                                                                                     |
| 90       | 55    | Gleisverbindung zur Ladestraße                                                                              |
| 91       | 70    | Abstellgleis                                                                                                |
| ohne Nr. | 115   | Ausziehgleis                                                                                                |
| 93       | 200   | Lokbehandlung                                                                                               |
| 94       | 60    | Lokbehandlung                                                                                               |

| Nummer   | Länge | Zweckbestimmung                                                                          |
| -------- | ----- | ---------------------------------------------------------------------------------------- |
| 7 S      | 655   | Ein- und Ausfahrgleis in Richtung Rathenow und Nauen                                     |
| 6 S      | 655   | Ein- und Ausfahrgleis in Richtung Rathenow und Nauen                                     |
| 5 S      | 570   | Schadwagengleis                                                                          |
| 4 S      | 570   | Ein- und Ausfahrgleis in Richtung Rathenow, Neuruppin, Nauen und Personenbahnhof         |
| 1 S      | 500   | Einfahrgleis aus Richtung Rathenow und Neuruppin sowie Ausfahrgleis in Richtung Rathenow |
| 2 S      | 500   | Ein- und Ausfahrgleis in Richtung Neuruppin                                              |
| 3 S      | 360   | Ausziehgleis für Ladestraße II.                                                          |
| 9 S      | 120   | Abstellgleis                                                                             |
| 10 S     | 110   | Ladestraße                                                                               |
| 11 S     | 100   | Ladestraße                                                                               |
| ohne Nr. | 222   | Anschlussgleis                                                                           |

## Verkehr

### Fahrgastzahlen
Etwa um das Jahr 2005 wurden täglich ca. 750 Fahrgäste in Neustadt verzeichnet.

### Anbindung
| Linie                    | Verlauf | Takt (min) | EVU  |
| ------------------------ | --- | --- | ---- |
| RE 8                     | Wismar – Schwerin Hbf – Ludwigslust – Wittenberge – Neustadt (Dosse) – Nauen – Falkensee – Berlin-Spandau – Berliner Stadtbahn – Berlin Ostbahnhof – Flughafen BER | 60 (BER–Wittenberge) 120 (Wittenberge–Wismar)                                                                               | ODEG |
| RB 73                    | Neustadt (Dosse) – Kyritz – Kyritz Am Bürgerpark – Blumenthal (Mark) – Pritzwalk                                                                                   | Mo–Fr: 60 (Neustadt–Kyritz) 4 Zugpaare (Kyritz–Pritzwalk) Sa–So: 4 Zugpaare (Neustadt–Kyritz) 3 Zugpaare (Kyritz–Pritzwalk) | HANS |
| Stand: 15. Dezember 2024 | | |      |